# Thor (Marvel)

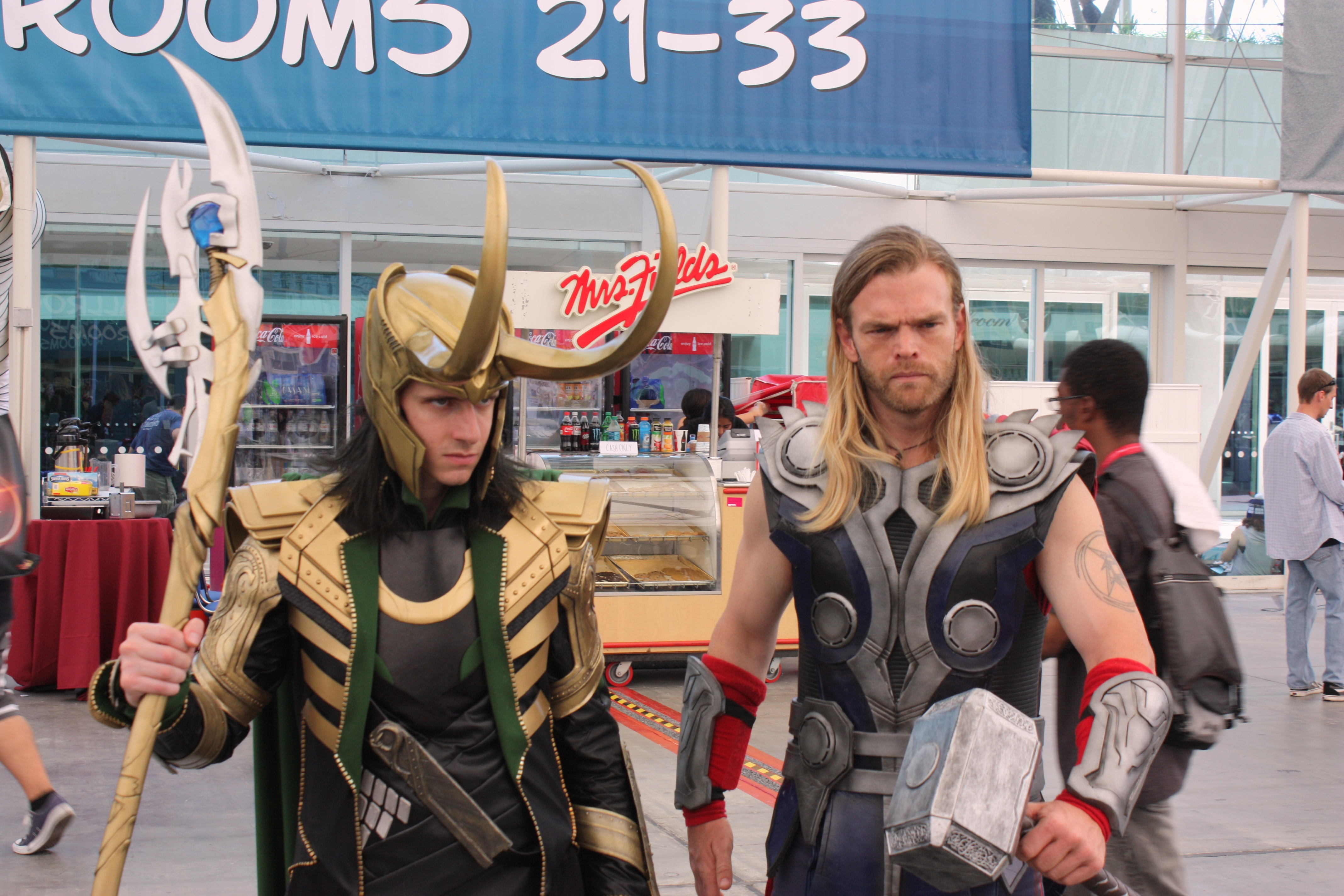
Loki i Thor

Thor (pełne nazwisko Thor Odinson) – fikcyjna postać (superbohater) występujący w publikacjach komiksowych wydawnictwa Marvel Comics.
Został stworzony przez Stana Lee, Jacka Kirby’ego i Larry'ego Liebera. Pierwszy raz postać ta pojawiła się w roku 1962, w Journey into Mystery vol. 1 #83. Postać oparta jest na Thorze, bogu z mitologii nordyckiej. Thor jest jednym z założycieli Avengers, członkiem grupy we wszystkich czterech wydaniach komiksu.

## Moce i zdolności
Jak wszyscy Asgardczycy, Thor nie jest prawdziwie nieśmiertelny. Przedłużanie jego trwającego już wiele tysiącleci życia zależne jest od spożywania jabłek Idunn. Jako syn Odyna i Gaei, jest najsilniejszym z Asgardczyków. Jego bronią jest młot Mjolnir, z którego pomocą może latać i miotać pioruny.

## Adaptacje filmowe
W 2011 roku powstał film Thor (Thor) w reżyserii Kennetha Branagha, rolę Thora zagrał Chris Hemsworth. Prócz tego filmu, bohater pojawił się w Avengers (The Avengers), Thor: Mroczny świat  (Thor: The Dark World) i sequelu Avengers, a także w filmach animowanych m.in. Ostateczni mściciele (Ultimate Avengers: The Movie), Ostateczni mściciele 2 (Ultimate Avengers 2), Hulk na obcej planecie (Planet Hulk), Mściciele przyszłości (Next Avengers: Heroes of Tomorrow) i Hulk podwójne starcie ( Hulk vs.: Hulk vs. Wolverine/Hulk vs. Thor).

### Marvel Studios
- Thor (2011)
- Avengers (2012)
- Thor: Mroczny świat (2013)
- Avengers: Czas Ultrona (2015)
- Doktor Strange (2016)
- Thor: Ragnarok (2017)
- Avengers: Wojna bez granic (2018)
- Avengers: Koniec gry (2019)
- Thor: Love & Thunder (2021)